# Alixe Degelin
Alixe Degelin (29 maart 2000) is een Belgisch voormalig volleybalster. 

## Levensloop
Degelin was actief bij Avo Melsele. In 2016 maakte ze de overstap naar VC Oudegem en het daaropvolgende seizoen ging ze aan de slag bij Asterix Avo Beveren. Met deze club won ze in seizoen 2017-'18 de landstitel, de Beker van België en de Supercup.